# 카스텔로

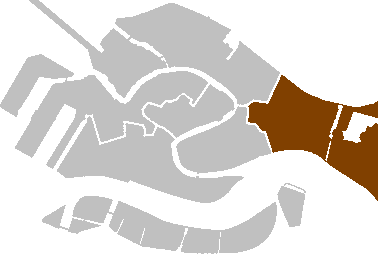
카스텔로

카스텔로(Castello)는 이탈리아 베네치아의 세스티에레 (구) 중 하나이다.